# ناپلئون و عشق
ناپلئون و عشق (انگلیسی: Napoleon and Love) نام یک مجموعهٔ تلویزیونی بریتانیایی است که در سال ۱۹۷۴ میلادی، از شبکهٔ آی‌تی‌وی پخش شد.